# Ed Wood (film)
Ed Wood je americké komediální drama, jde o životopisný film z roku 1994, režíroval jej a produkoval Tim Burton a hlavní roli ztvárnil Johnny Depp jako kultovní režisér Edward D. Wood, Jr., známý jako „nejhorší režisér všech dob“.
Scénář je prací Scotta Alexandera a Larryho Karaszewského, z doby, kdy byli studenty na USC School of Cinematic Arts. Provokovalo je, že jsou svou tvorbou na Problem Child a následujících filmech považováni pouze za autory rodinných filmů, Alexander a Karaszewski uzavřeli dohodu s Burtonem a Denisem Di Novi na produkci životopisného filmu Ed Wood, a Michaelem Lehmannem jako režisérem. Vzhledem ke sporu s Airheads, musel Lehmann vyklidit pozici režiséra a tu převzal Burton.
Ed Wood byl původně dílem studia Columbia Pictures, ale studio dalo film do oběhu i přes rozhodnutí Burtona natočit film černobíle. Ed Wood byl převzat společností Walt Disney Picture. Film byl uznáván kritikou, ale neměl kasovní úspěch. Landau a Rick Baker, kteří navrhli Landauovy masky, vyhráli za svou práci na filmu Academy Awards.

## Příběh
Edward D. Wood, Jr. se snaží vstoupit do filmového průmyslu. Když slyšel oznámení časopisu Variety, že producent George Weiss se pokouší koupit životní příběh Christine Jorgensen, inspiruje to Eda setkat se s Weissem osobně. Weiss vysvětluje, že oznámení magazínu Variety byl únik informací, a že je nemožné koupit práva na zfilmování životního příběhu Ch. Jorgensenové. Producent se rozhodne pro fiktivní název „I Changed My Sex“. Jednoho dne se Ed setká se svým dávným idolem Bélou Lugosim. Ed veze Bélu domů a stávají se přáteli. Později, se Ed se rozhodne obsadit Bélu do filmu a přesvědčuje Weisse, že je ideální pro režii I Changed my Sex! protože je transvestita.
Ed a Weiss se dohadují ohledně názvu filmu: Weiss měl již vytištěný plakát, který Ed změnil na Glen or Glenda. Natáčení končí pod názvem Glen or Glenda, a Ed je nadšený, že hrál hlavní roli, režíroval, psal a produkoval svůj vlastní film, stejně jako jeho hrdina Orson Welles, když dělal Citizen Kane/Občan Kane. Glen or Glenda znamená neúspěch finanční i ze strany kritiky. Ed nemá úspěch při snaze získat zaměstnání u Warner Bros, jejich producent mu tam řekl, že Glen or Glenda je nejhorší film, který kdy viděl, ale Edova přítelkyně, Dolores Fuller, mu řekne, že on není „materiál studia“, a že by měl příště pracovat s nezávislými producenty.
V baru se Ed setká s Lorettou Kingovou, o níž si myslí, že má dost peněz na financování The Bride of the Atom. Natáčení začíná, ale je zastaveno. Ed přesvědčí magnáta masného průmyslu, Dona McCoye, aby převzal financování filmu. McCoy to udělá, ale pod podmínkou, že film skončí obřím výbuchem, a že jeho syn Tony, který „je trochu pomalý“, má hlavní roli. Natáčení Bride o the Atom končí, ale Dolores a Ed se po večírku rozcházejí kvůli Edovým přátelům a jeho transvestismu. Také Béla, který je velmi deprimovaný a užívá morfium, chce s Edem spáchat dvojí sebevraždu, ale je mu rozmluvena. Béla odchází na léčení, a Ed nakonec najde štěstí, když se setká s Kathy O'Hara. Ed ji vezme na rande a odhalí jí svůj transvestismus, který akceptuje.
Ed začíná natáčet film s Bélou. Ed se zúčastní premiéry Bride and the monster/Nevěsta a netvor, ale rozzlobený dav jej vyžene z divadla. O něco později, Béla zemře. Ed přesvědčí církevního hodnostáře jménem Reynolds, že financování jeho scénáře filmu „Grave Robbers from Outer Space“ by znamenalo finanční úspěch a vydělalo by dost peněz na vysněný Reynoldsův projekt (filmy o dvanácti apoštolech). Dr. Tom Mason, chiropraktik Kathy, je vybrán jako Bélův záskok. Nicméně mezi Edem a baptisty začíná konflikt o obsah scénáře, způsob režie, a o název, který chtějí změnit na Plan 9 from Outer Space. Zoufalý Ed odjede do nejbližšího baru, kde se setká s svým idolem Orsonem Wellesem. Welles říká Edovi, že „za vize stojí bojovat“ a spolu s Edem natočí film Plan 9. Film končí premiérou Plan 9, Ed a Kathy odjíždějí do Las Vegas v Nevadě, aby se vzali.

## Obsazení

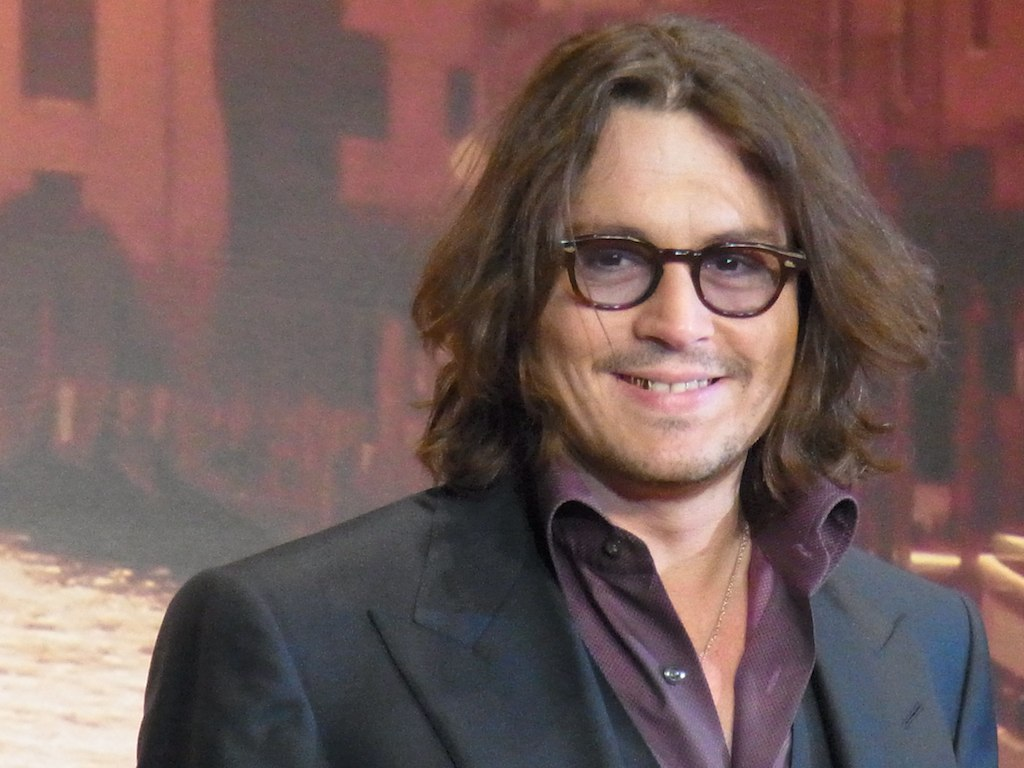
Hlavní roli Ed Wooda ztvárnil Johnny Depp

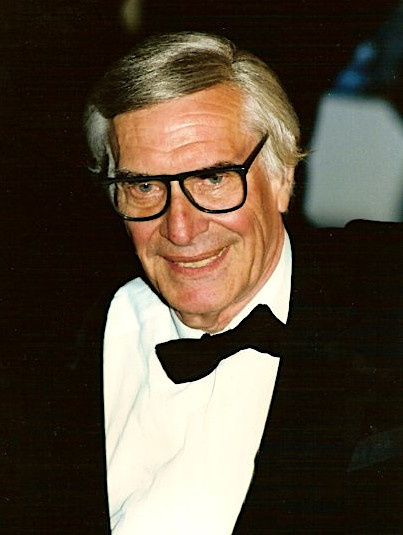
Martin Landau (ve filmu jako Béla Lugosi) byl za svoji roli oceněn Oscarem

- Johnny Depp jako Edward D. Wood, Jr.: Burton oslovil Deppa – „a během 10 minut jednání o projektu, jsem souhlasil“ vzpomíná herec. [1] V té době byl Depp deprimovaný z filmů celého filmování.. Přijetí této role, mu dalo „příležitost vypnout a bavit se“ a práce s Martinem Landauerem „omladila moji lásku k herectví“.[1] Depp byl již obeznámen s některými Woodovými filmy prostřednictvím Johna Waterse, který mu ukázal Plan 9 from Outer Space a Glen or Glenda. [1]
- Martin Landau jako Béla Lugosi: Rick Baker vytvořil vzory masek. Baker nepoužíval širokou škálu prostředků pro masky, jen tolik, aby připomínal Lugosiho a zároveň umožnil Landauovi využít svou tvář ke hraní a vyjádření emocí. [2]
- Sarah Jessica Parker jako Dolores Fuller: Edova přítelkyně před jeho vztahem s Kathy. Dolores je vyvedená z míry Edovým transvestismem, který vede k jejich rozchodu. Dolores se později stane úspěšnou textařkou písní pro Elvise Presleyho.
- Patricia Arquette jako Kathy O'Hara: Edova přítelkyně po jeho vztahu s Dolores. Kathy nemá problém s Edovým transvestismem a nakonec si Eda vezme. Jejich manželství trvá až do Edovy smrti v roce 1978 . Nikdy se znovu nevdá.
- Lisa Marie jako Vampira
- Jeffrey Jones jako The Amazing Criswell
- Max Casella jako Brent Hinkley ztvárňují Paul Marco a Conrad Brooks
- Bill Murray jako Bunny Breckinridge
- George „The Animal“ Steele jako Tor Johnson
- Juliet Landau jako Loretta King
- Ned Bellamy jako Tom Mason
- Mike Starr jako George Weiss

## Uvedení filmu
Film Ed Wood měl svou premiéru na 32. filmovém festivalu v New Yorku v Lincoln Center.  Tento film byl pak krátce prezentován na 21. filmovém festivalu v Telluride  a později v roce 1995 na filmovém festivalu v Cannes, kde soutěžil o Zlatou palmu. 

## Financování
Ed Wood byl nejdříve 30. září roku 1994 uveden do malého počtu kin, jejich počet se rozšířil až 7. října roku 1994 a to na 623 kin. Ed Wood vydělal během prvního víkendu 1.903.768 amerických dolarů .  Film vydělal brutto 5887457 dolarů na domácím trhu,  mnohem méně než činil výrobní rozpočet ve výši 18 mil. EUR. 

## Ocenění
Film byl oceněn dvěma Oscary v kategorii vedlejší herec (Martin Landau) a masky (Rick Baker). Získal dalších 19 cen (včetně Zlatých glóbů) a na dalších 11 byl nominován.